# Princípio da complementaridade
O princípio da complementaridade foi enunciado por Niels Bohr em 1928 e assevera que a natureza da matéria e radiação é dual e os aspectos ondulatório e corpuscular não são contraditórios, mas complementares. Daí vem o nome do princípio.
Isto significa que a natureza corpuscular e ondulatória são ambas detectáveis separadamente e surgem de acordo com o tipo de experiência. Assim, na experiência da dupla fenda a natureza evidenciada da luz é ondulatória, ao passo que na experiência do efeito fotoelétrico, a natureza que ressalta é a corpuscular, como demonstrou Einstein. Argumentos similares valem também para a matéria. Assim, o princípio da complementaridade atesta a ambigüidade e natureza dupla da matéria e energia.

## Conceito
Por exemplo, os aspectos onda e partícula da física são fenômenos complementares. Os dois conceitos vem da mecânica clássica, onde é impossível ser uma partícula e uma onda ao mesmo tempo. Entretanto, é impossível medir completamente as propriedades de uma onda e de uma partícula ao mesmo tempo.  Além disso, Bohr declarou que não é possível considerar objetos governados pela mecânica quântica como possuindo propriedades intrínsecas independentes da determinação com um dispositivo de medição, um ponto de vista suportado pelo teorema de Kochen – Specker. O tipo de medida determina qual propriedade é mostrada. No entanto, o experimento de fenda única e dupla e outros experimentos mostram que "alguns" efeitos de ondas e partículas podem ser medidos em uma medição.

## Natureza
Um aspecto da complementaridade é que ela não se aplica apenas à mensurabilidade ou cognoscibilidade de alguma propriedade de uma entidade física, mas, mais importante, se aplica às limitações da própria manifestação da propriedade dessa entidade física no mundo físico. Todas as propriedades de entidades físicas existem apenas em pares, que Bohr descreveu como pares complementares ou conjugados. A realidade física é determinada e definida por manifestações de propriedades que são limitadas por trocas entre esses pares complementares. Por exemplo, um elétron pode manifestar uma precisão cada vez maior de sua posição apenas na troca uniforme por uma perda complementar na precisão de manifestar seu momento. Isso significa que há uma limitação na precisão com que um elétron pode possuir (ou seja, manifestar) posição, uma vez que uma posição infinitamente precisa ditaria que seu momento manifestado seria infinitamente impreciso, ou indefinido (ou seja, não manifestado ou não possuído), o que não é possível. As limitações finais na precisão das manifestações de propriedade são quantificadas pelo Heisenberg princípio da incerteza e unidades de Planck. Complementaridade e incerteza ditam que, portanto, todas as propriedades e ações no mundo físico se manifestam como não determinísticas em algum grau.
Físicos F.A.M. Frescura e Basil Hiley resumiram as razões para a introdução do princípio da complementaridade na física como segue: 

 Na visão tradicional, presume-se que existe uma realidade no espaço-tempo e que essa realidade é uma coisa dada, todos cujos aspectos podem ser vistos ou articulados a qualquer momento. Bohr foi o primeiro a apontar que a mecânica quântica questionava essa perspectiva tradicional. Para ele, a "indivisibilidade do quantum de ação", que era sua maneira de descrever o princípio da incerteza, implicava que nem todos os aspectos de um sistema podem ser vistos simultaneamente. Ao usar uma peça específica do aparelho, apenas certas características poderiam ser manifestadas às custas de outras, enquanto com uma peça diferente do aparelho outro aspecto complementar poderia ser manifestado de tal forma que o conjunto original se tornasse não manifesto, isto é, os atributos originais não eram mais bem definidos. Para Bohr, isso era uma indicação de que o princípio da complementaridade, um princípio que ele já sabia aparecer extensivamente em outras disciplinas intelectuais, mas que não apareceu na física clássica, deveria ser adotado como um princípio universal.
O surgimento da complementaridade em um sistema ocorre quando se considera as circunstâncias sob as quais se tenta medir suas propriedades; como Bohr observou, o princípio da complementaridade "implica na impossibilidade de qualquer separação nítida entre o comportamento dos objetos atômicos e a interação com os instrumentos de medição que servem para definir as condições sob as quais os fenômenos aparecem". É importante distinguir, como fez Bohr em suas declarações originais, o princípio da complementaridade de uma declaração do princípio da incerteza. Para uma discussão técnica de questões contemporâneas em torno da complementaridade na física, consulte, por exemplo, Bandyopadhyay (2000), do qual partes desta discussão foram retiradas.

## Experimentos
O exemplo quintessencial de complementaridade onda-partícula no laboratório é o experimento fenda dupla. O ponto crucial do comportamento complementar é a pergunta: "Que informação existe - embutida nos constituintes do universo - que pode revelar a história das partículas de sinal conforme elas passam pela fenda dupla?" Se houver informação que revela 'qual fenda' cada partícula atravessa, então cada partícula não exibirá nenhuma interferência de onda com a outra fenda. Este é o comportamento semelhante a uma partícula. Mas se  nenhuma informação  existe sobre qual fenda - de modo que nenhum observador, não importa o quão bem equipado, será capaz de determinar qual fenda cada partícula atravessa - então as partículas de sinal irão interferir nelas mesmas como se tivessem viajado por ambos fendas, como uma onda. Este é o comportamento de onda. Esses comportamentos são complementares, de acordo com a relação de dualidade de Englert-Greenberger, porque quando um comportamento é observado o outro está ausente. Ambos os comportamentos "podem" ser observados ao mesmo tempo, mas cada um apenas como manifestações menores de seu comportamento completo (conforme determinado pela relação de dualidade). Essa superposição de comportamentos complementares existe sempre que há informação parcial de "qual fenda". Embora haja alguma controvérsia sobre a relação de dualidade e, portanto, a complementaridade em si, a  posição contrária não é aceita pela física convencional.:35–40 Experimentos de fenda dupla com fótons individuais mostram claramente que fótons são partículas ao mesmo tempo que são ondas. Os fótons impactam a tela onde são detectados em pontos e, quando pontos suficientes se acumulam, o aspecto da onda fica claramente visível. Além disso, o aspecto da partícula e da onda é visto ao mesmo tempo em fótons que estão estacionários.
Vários experimentos de interferometria de nêutrons demonstram a sutileza das noções de dualidade e complementaridade. Ao passar pelo interferômetro, o nêutron parece agir como uma onda. Ainda assim, após a passagem, o nêutron está sujeito à gravitação. Conforme o interferômetro de nêutrons é girado através do campo gravitacional da Terra, uma mudança de fase entre os dois braços do interferômetro pode ser observada, acompanhada por uma mudança na interferência construtiva e destrutiva das ondas de nêutrons na saída do interferômetro. Algumas interpretações afirmam que a compreensão do efeito da interferência requer que se conceda que um único nêutron segue ambos os caminhos através do interferômetro ao mesmo tempo; um único nêutron estaria "em dois lugares ao mesmo tempo", por assim dizer. Uma vez que os dois caminhos através de um interferômetro de nêutrons podem estar distantes de  5 cm a  15 cm, o efeito dificilmente é microscópico. Isso é semelhante aos experimentos tradicionais de dupla fenda e interferômetro de espelho em que as fendas (ou espelhos) podem estar arbitrariamente distantes. Assim, em experimentos de interferência e difração, os nêutrons se comportam da mesma maneira que os fótons (ou elétrons) de comprimento de onda correspondente. : 211-213

## História
Aparentemente, Niels Bohr concebeu o princípio da complementaridade durante as férias de esqui na Noruega em fevereiro e março de 1927, durante as quais recebeu uma carta de Werner Heisenberg sobre o recém descoberto (e ainda não publicado) princípio da incerteza deste último. Ao retornar de suas férias, quando Heisenberg já havia submetido seu artigo sobre o princípio da incerteza para publicação, ele convenceu Heisenberg de que o princípio da incerteza era uma manifestação do conceito mais profundo de complementaridade. Heisenberg devidamente anexou uma nota nesse sentido ao seu artigo sobre o princípio da incerteza, antes de sua publicação, declarando:

 Bohr me chamou a atenção que a incerteza em nossa observação não surge exclusivamente da ocorrência de descontinuidades, mas está diretamente ligada à demanda de atribuir igual validade às experiências bastante diferentes que aparecem na teoria de partículas por um lado, e na teoria das ondas, por outro.
Bohr introduziu publicamente o princípio da complementaridade em uma palestra que proferiu em 16 de setembro de 1927 no Congresso Internacional de Física, realizado em Como, Itália na qual participaram a maioria dos principais físicos da época, com as notáveis exceções de Einstein, Schrödinger e Dirac. Ainda, esses três estavam presentes um mês depois, quando Bohr apresentou novamente o princípio no Quinto Congresso Solvay em Bruxelas, Bélgica. A palestra foi publicada nos anais de ambas as conferências e foi republicada no ano seguinte na revista Nature (em inglês).